# マリック・ジディ
マリック・ジディ（Malik Zidi、1975年2月14日 - ）はフランスの俳優。

## 略歴
1975年2月14日にフランスのオー＝ド＝セーヌ県シャトネ＝マラブリーで、アルジェリアの労働者階級出身でIT企業に勤めている父親とコンカルノー近くの小作農出身の薬剤師である母親の第1子として生まれる。
2001年に開催された第51回ベルリン国際映画祭でシューティング・スター賞を受賞。

## 主な出演作品
- 焼け石に水 Gouttes d'eau sur pierres brûlantes (2000)
- チボー家の人々 Les Thibault (2003) ※テレビミニシリーズ
- ゴリオ爺さん Le Père Goriot (2004) ※テレビ映画
- シェイエンヌを探して Oublier Cheyenne (2005)
- ジャック・ソード 選ばれし勇者 Jacquou le Croquant (2007) ※日本劇場未公開
- クララ・シューマン 愛の協奏曲 Geliebte Clara (2008)
- 恋するローマ、元カレ元カノ Ex (2009)
- ミステリーズ 運命のリスボン Mistérios de Lisboa (2010)
- 裏切りの戦場 葬られた誓い L'Ordre et la Morale (2011)
- 皇帝と公爵 Linhas de Wellington (2012)
- 画家モリゾ、マネの描いた美女 名画に隠された秘密 Berthe Morisot (2012)
- アナタの子供 Un enfant de toi (2012) ※日本劇場未公開
- 復讐のセクレタリー La Volante (2015) ※日本劇場未公開
- メイド・イン・フランス -パリ爆破テロ計画- Made in France (2015) ※日本劇場未公開
- ダゲレオタイプの女 Le Secret de la chambre noire (2016)
- ゴーギャン タヒチ、楽園への旅 Gauguin - Voyage de Tahiti (2017)
- マイ・レボリューション Tout ce qu'il me reste de la révolution (2018) ※日本劇場未公開